# Герман Грузон
Герман Август Жак Грузон (нім. Hermann August Jacques Gruson; 13 лютого 1821, Магдебург — 31 січня 1895, Магдебург) — німецький інженер, винахідник, промисловець, засновник заводу в Букао (тепер район Магдебурга) поблизу Магдебурга.

## Біографія
Народився 1821 року в Магдебурзі.
На локомотивній фабриці Борзига почав вивчати машинобудування, водночас слухаючи в Берлінському університеті курс математики й природничих наук.
Потім Грузон перебував на практичній службі інженером і механіком у різних місцях і установах, навіть директором однієї компанії до 1855 року, коли ним була закладена на березі Ельби верф під назвою «H. Gruzon. Magdeburg», яка з невеликої майстерні поступово розрослася до розмірів першокласного й наймогутнішого заводу Німеччини.

## Діяльність

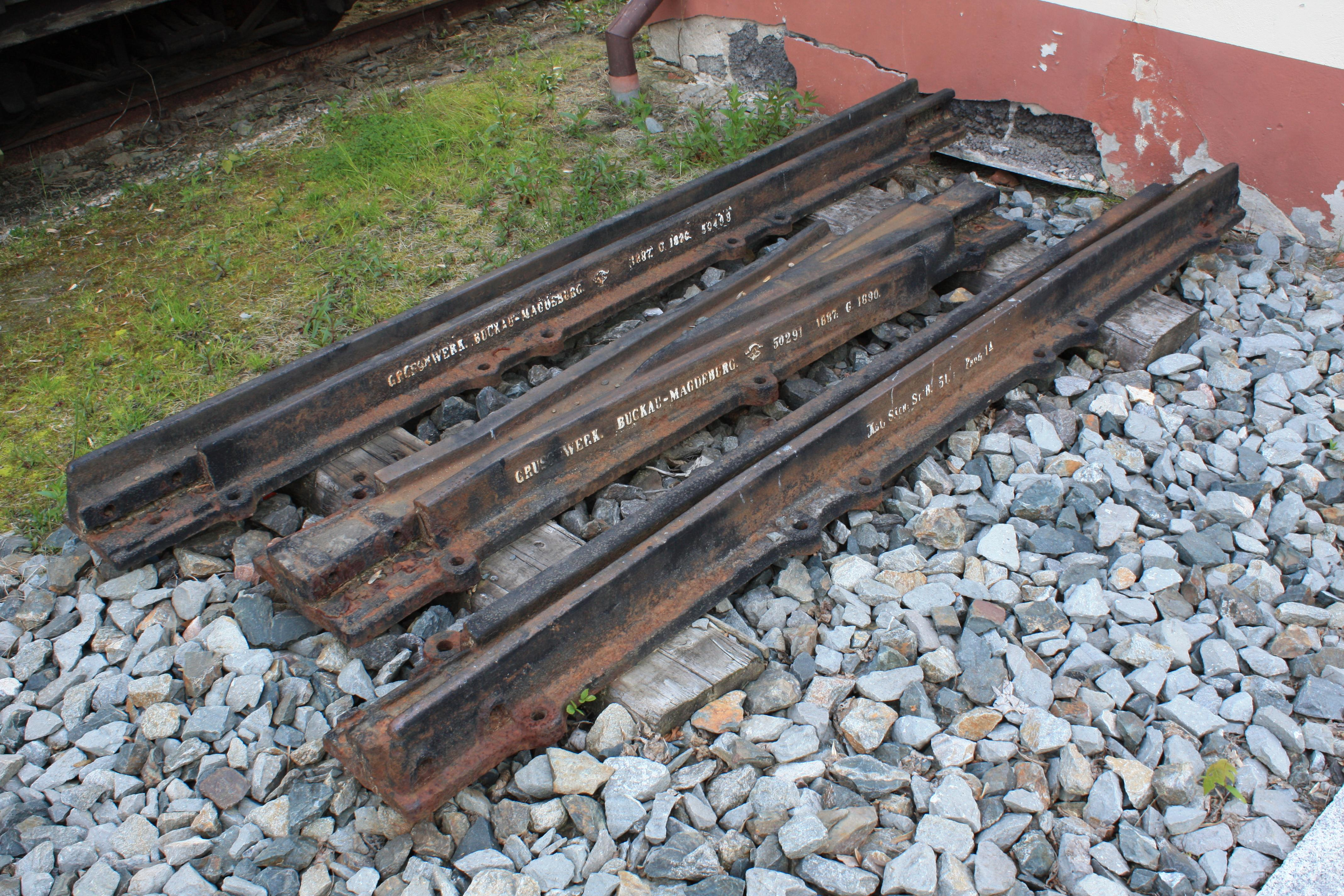
Рейки для вузькоколійної залізниці, випущені на заводі Грузона

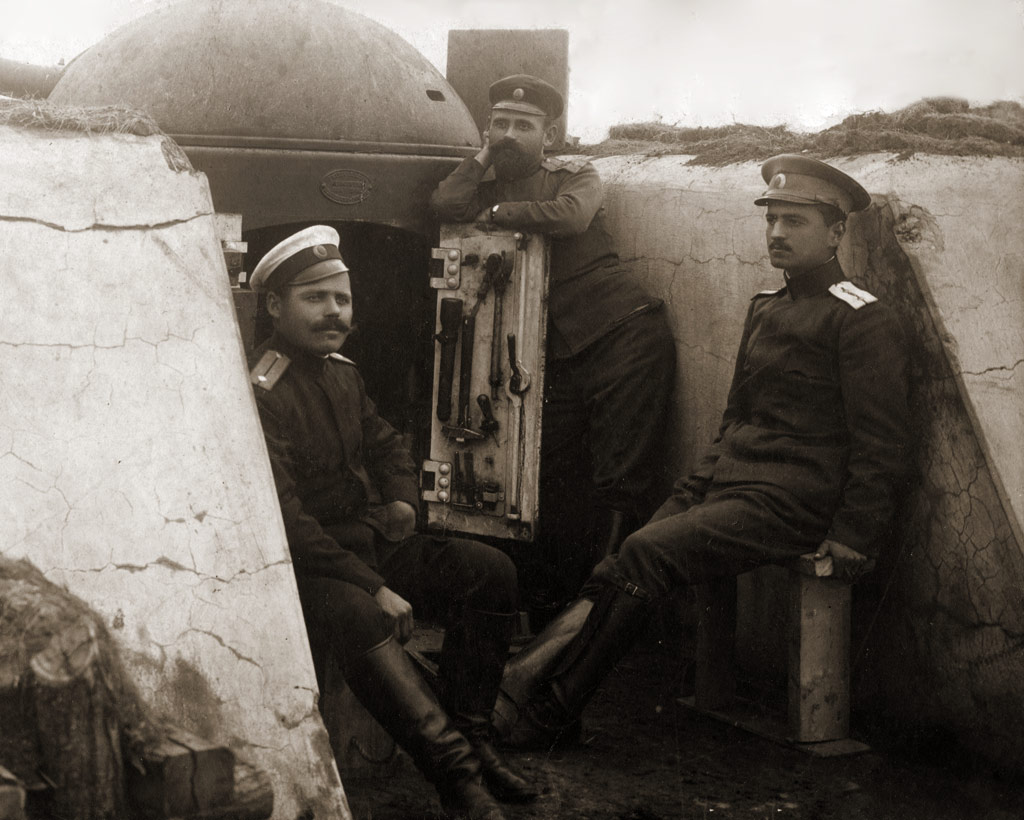
Панцирна вежа Грузона

Ім'я Грузона нерозривно пов'язане з технікою так званого загартованого, або швидкоохолодженого чавуну, і розвиток заводу цілком зобов'язаний талановитому застосуванню зазначеного металу для військових цілей. Грузон скористався властивістю чавуну при швидкому охолодженні набувати значну твердість у зовнішніх частинах для виготовлення з нього бронебійних снарядів і самої броні; такі вироби, отримані безпосередньо відливанням, мали істотні економічні переваги порівняно із залізними або сталевими. Досліди в 1864 році, проведені прусським урядом, поклали міцну основу подальшого успіху грузоновських снарядів, оскільки вони глибше проникали в залізну бронь, ніж сталеві; зазначена обставина пояснюється недосконалістю сталеснарядної техніки в той період. У підсумку в усіх артилеріях прийняли грузоновські снаряди для стрільби по броненосному флоту. Завод Грузона став одним з найбільших виробників боєприпасів.
У 1873 року Грузон побудував першу панцирну вежу із загартованого чавуну, яка є прототипом для наступних удосконалень цього виду укріплень. Крім виготовлення озброєння, завод Грузона мав відділення, яке виготовляло обладнання для залізниць, млинів, пресів, підйомних кранів, машин для обробки металів тощо. Особливої уваги заслуговує фабрикація коліс, котків і валів із загартованого чавуну, що мають широке застосування в різних видах техніки. Розвиток та поліпшення сталевого виробництва в даний час остаточно підірвали значення загартованого чавуну як матеріалу для виготовлення озброєння, що змусило завод Грузона поступово змінити основний характер діяльності. Уже з 1880-х років Грузон почав розробляти системи скорострільних гармат, лафетів і установок для гармат, а також різного роду рухомих і нерухомих сталевих веж.
Наприкінці 1892 року завод Грузона був відданий в оренду до німецького заводчика Альфреда Круппа, і таким чином виникло колосальне технічне підприємство Круппа-Грузона, здатне задовольнити найрізноманітніші потреби в озброєнні. До 1945 року завод у Магдебурзі називався Крупп-Грузон.

## Нагороди
22 вересня 1846 року берлінська поліція нагородила Германа Грузона медаллю за врятування хлопчика, який тонув. Грузон усе своє життя пишався цією своєю першою офіційною нагородою.
У 1889 році Герман Грузон став почесним громадянином міста Магдебурга.
За багато важливих винаходів, які сприяли розвитку інженерного мистецтва, Герман Грузон одним з перших у 1894 році був удостоєний найвищої нагороди «Асоціації німецьких інженерів» — медалі Грасгофа.

## Ботанічна діяльність

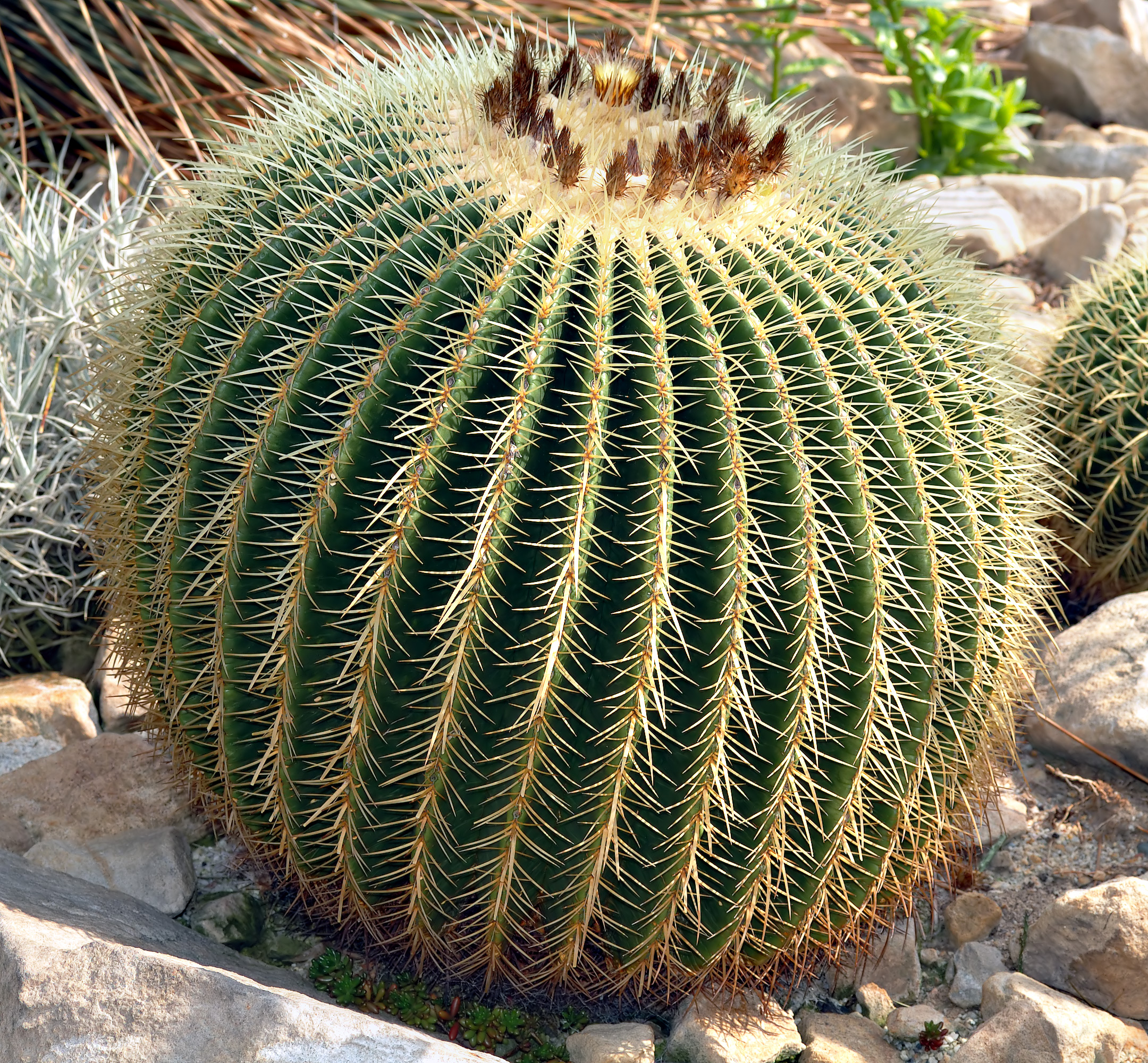
Ехінокактус Грузона

Герман Грузон був відомим кактусистом XIX століття, власником найбільшої колекції кактусів у Європі. Він створив всесвітньо відомі теплиці Грузона, у яких вирощував різноманітні тропічні та субтропічні рослини (нім. Gruson-Gewächshäuser). На садівничих виставках він отримав кілька нагород за свої рослини.
У 1896 році після смерті Германа Грузона за його бажанням вся колекція разом з теплицями та 100 000 німецьких марок були передані в дар Магдебургу. Ще раніше, 23 жовтня 1888 року, він пожертвував на музейні колекції рідного міста 100 000 марок.
На честь Германа Грузона отримали назви декілька таксонів кактусів, зокрема найпопулярніший з ехінокактусів — Echinocactus grusonii, а також види Selenicereus grusonianus (тепер Selenicereus macdonaldiae var grusonianus), Mammillaria grusonii та рід Grusonia.